# Agnese Allegrini
Agnese Allegrini (ur. 3 lipca 1982 w Rzymie) – włoska badmintonistka. Uczestniczka Letnich Igrzysk Olimpijskich 2008 i 2012.